# Thomas Hammarberg

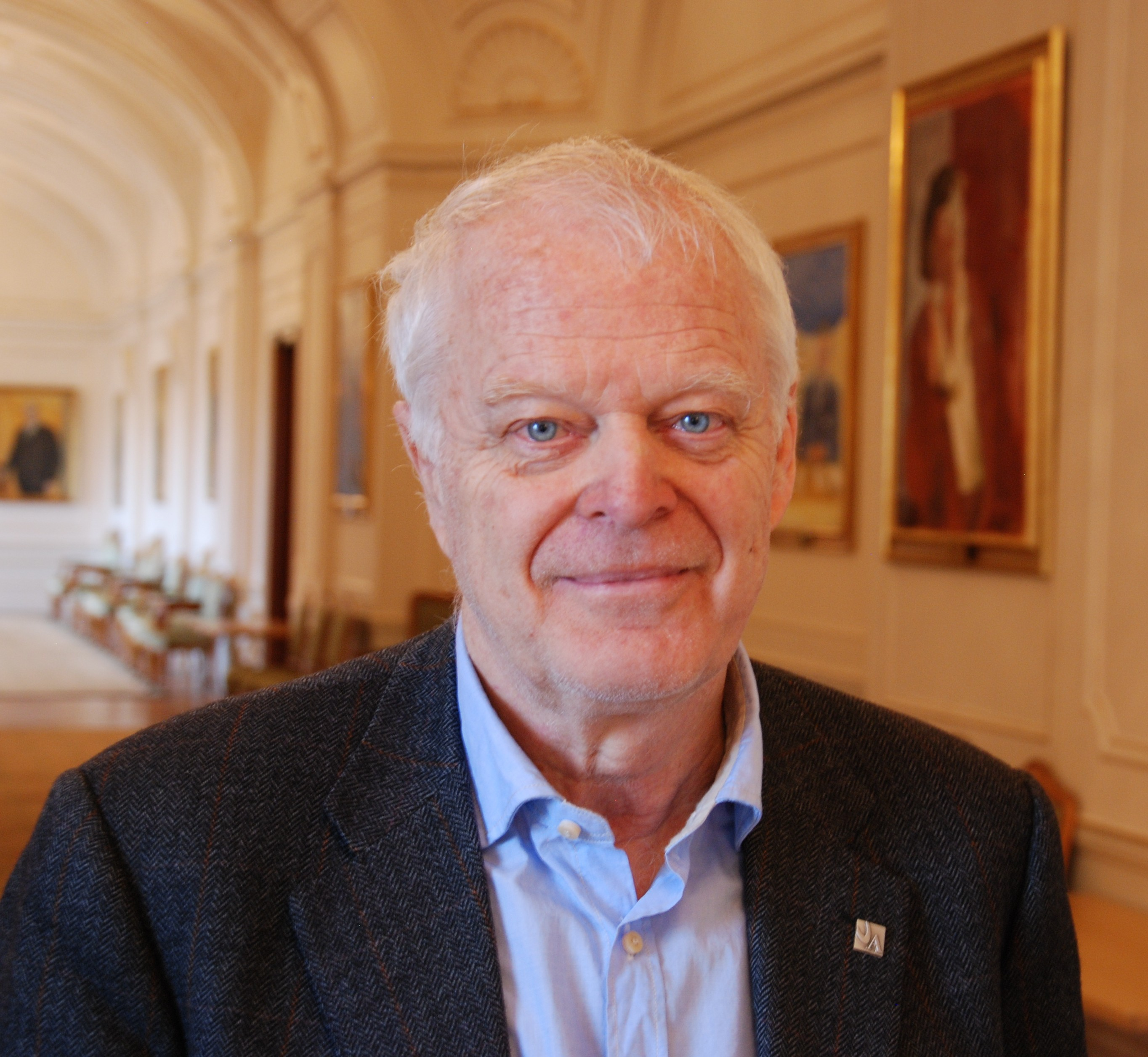
Thomas Hammarberg

Thomas Hammarberg (* 2. Januar 1942 in Örnsköldsvik, Schweden) ist ein aus Schweden stammender Diplomat und Menschenrechtler. Er war zwischen 1. April 2006 und 1. April 2012 Menschenrechtskommissar des Europarats in Straßburg und folgte damit dem ersten Menschenrechtskommissar Álvaro Gil-Robles in seinem Amt.

## Beruf und Einsatz für Menschenrechte
Vor seinem Antritt als Menschenrechtskommissar arbeitete Hammarberg mehrere Jahrzehnte für die Durchsetzung und Weiterentwicklung der Menschenrechte, sowohl in Europa als auch weltweit. Er war von 1980 bis 1986 Generalsekretär von Amnesty International, von 1986 bis 1992 Generalsekretär der Nichtregierungsorganisation „Save the Children Schweden“, von 1994 bis 2002 Botschafter der schwedischen Regierung für humanitäre Angelegenheiten und von 2002 bis 2005 Generalsekretär des „Olof Palme International Center“ in Stockholm.
1977 nahm er den Friedensnobelpreis für Amnesty International entgegen.
Von 2001 bis 2003 fungierte Hammarberg als Regionalbeauftragter für Europa, Zentralasien und den Kaukasus für den Hohen Kommissar der Vereinten Nationen für Menschenrechte. Für viele Jahre war er persönlicher Beauftragter des schwedischen Premierministers für Sondersitzungen zum Thema Kinder sowie Einberufener des „Aspen Institute Roundtable“ zu Menschenrechtsfragen in Friedensmissionen. Zwischen 1996 und 2000 war er der bestellte Vertreter des Generalsekretärs der Vereinten Nationen, Kofi Annan, für Menschenrechte in Kambodscha. Darüber hinaus war Hammarberg an der Arbeit der Flüchtlingsarbeitsgruppe im Rahmen des multilateralen Friedensprozesses im Nahen Osten beteiligt.
Hammarberg führte seinem Mandat entsprechend Besuche in allen Mitgliedsstaaten des Europarats durch, um die Achtung der Menschenrechte zu fördern.

## Einsatz für die Rechte der Sinti und Roma
Die Rechte der Sinti und Roma in Europa zu stärken, ist einer der Arbeitsschwerpunkte Thomas Hammarbergs. Hier existiere, so Hammarberg, ein „beschämender Mangel“. In einer Reihe von Reden und Stellungnahmen versuchte Hammarberg aktiv auf eine Verbesserung der Lebensumstände der größten Minderheit in Europa einzuwirken und kritisierte das alarmierende Ausmaß, das der Rassismus gegen diese Gruppe angenommen habe. Hammarberg zeichnet ein ungeschöntes Bild der Situation der Sinti und Roma in Europa und hat unter anderem in seinem letzten Bericht über Italien den Umgang mit Angehörigen dieser Minderheit von Seiten der italienischen Behörden scharf kritisiert. 2011 hat Hammarberg ein umfassendes Positionspapier zur Menschenrechtssituation der Sinti und Roma in Europa veröffentlicht, worin er die Notwendigkeit eines vereinheitlichten und flächendeckenden Programms zur Verbesserung der gegenwärtigen Situation betont.
In einem öffentlichen Brief an die deutsche Bundeskanzlerin Angela Merkel rief Hammarberg 2009 zu einem Stopp der Abschiebungen von Roma insbesondere in den Kosovo auf, da die Abgeschobenen dort politischer Verfolgung ausgesetzt seien und in Camps leben müssten. Ein Jahr später wiederholte er diesen Aufruf in einem Schreiben an den deutschen Innenminister Thomas de Maizière. Ein von Hammarberg organisiertes Sonderkomitee beschrieb die Lage in einem Roma-Camp im Kosovo als humanitäre Katastrophe.
Für seine Ausdauer und Leidenschaft im Einsatz für die Rechte der Sinti und Roma wurde Thomas Hammarberg am 3. April 2012 in Berlin vom Zentralrat Deutscher Sinti und Roma und dem Dokumentations- und Kulturzentrum Deutscher Sinti und Roma sowie der Manfred Lautenschläger-Stiftung mit dem Europäischen Bürgerrechtspreis der Sinti und Roma ausgezeichnet.

## Publikationen
Hammarberg hat viel zu Menschenrechtsthemen veröffentlicht, insbesondere zu den Rechten von Kindern, Flüchtlingspolitik, Minderheitenfragen, Fremdenfeindlichkeit, Islamophobie, Rechte der Roma sowie zu zwischenstaatlichen Angelegenheiten und Sicherheit.
Er ist darüber hinaus bekannt für seine Vorträge zum Thema Menschenrechte an zahlreichen zwischenstaatlichen und akademischen Institutionen.
Als Menschenrechtskommissar hat er auf der Website des Europarates eine Reihe von Artikeln über seinen Standpunkt zu verschiedenen Menschenrechtsfragen in Europa veröffentlicht. Er veröffentlicht zudem regelmäßig Stellungnahmen zu Menschenrechtsfragen.
Seit er im April 2006 zum Menschenrechtskommissar ernannt wurde, hat Thomas Hammarberg fast alle der 47 Mitgliedsstaaten des Europäischen Rats besucht und einen entsprechenden Bericht veröffentlicht.